# لي هيرست
لي هيرست (بالإنجليزية: Lee Hurst)‏ (21 سبتمبر 1970 في المملكة المتحدة - ) هو لاعب كرة قدم بريطاني في مركز الوسط. لعب مع كوفنتري سيتي وتشارلستون بيتري.

## وصلات خارجية
- لي هيرست على موقع قاعدة بيانات كرة القدم.إي يو (الإنجليزية)
- لي هيرست على موقع Soccerbase.com (لاعب) (الإنجليزية)
- لي هيرست على موقع عالم كرة القدم.نت (الإنجليزية)